# Phase (jeu vidéo)
Pour les articles homonymes, voir Phase.
Phase est un jeu vidéo de rythme sorti en 2007 et développé par Harmonix. Il a été conçu pour fonctionner exclusivement sur iPod.

## Jouabilité
Lors d'une partie de Phase, une piste à trois rangées défile sur l'écran. Chacune des trois colonnes est assignée à une touche. Lorsqu'un cercle se présente sur la portée, le joueur doit presser la touche correspondante au moment précis où celui-ci atteint la ligne en bas de l'écran. Ces cercles sont automatiquement disposés de manière à correspondre au rythme de la musique.
Additionnellement, des séries de petits points resserrés, serpentant à gauche et à droite le long de la piste de jeu, peuvent surgir. Le joueur doit alors suivre leur trajectoire à l'aide de son doigt sur la molette tactile de l'iPod, sans cliquer.
Par défaut, le jeu propose trois modes de difficulté : Facile, Moyen et Difficile. En complétant une partie Marathon en mode Difficile, le joueur pourra débloquer le mode de difficulté Expert ; de la même manière, compléter une partie Marathon en mode Expert lui permettra d'obtenir le mode Impossible.

## Bande originale
Phase est fourni avec sept morceaux, mais peut être joué avec n'importe quelle chanson sur l'iPod à condition que sa durée soit comprise entre 30 secondes et 30 minutes. Les morceaux personnalisés doivent préalablement être ajoutés à une liste de lecture Phase dans iTunes, où ils seront analysés afin de pouvoir être utilisés dans le jeu.

### Chansons incluses
- Nightlife Commando de Bang Camaro
- Dots and Dashes de Dealership
- Pop Music Is Not a Crime de Freezepop
- Midnight Gamma de Inter:sect
- Spira Mirabilis de Kodomo
- The Theme of the Awesome de Speck Lyrics
- Dragonfly Remix de Universal Hall Pass